# پرواز عروس
پرواز عروس (عنوان اصلی: Bride Flight) یک فیلم هلندی صد و بیست دقیقه‌ای، تولید سال ۲۰۰۸ به کارگردانی بن سومبوخارت است.
فیلم به زبان هلندی و انگلیسی است و در هلند، لوکزامبورگ و زلاندنو نمایش داده شد.

## داستان
فیلم داستان بیست و شش عروس هلندی است که در سال ۱۹۵۳ برای پیوستن به نامزدهایشان در حال پرواز به زلاندنو هستند. نامزدهای آنها پیشاپیش برای فراهم کردن امکان زندگی به این کشور سفر کرده‌اند. 
فیلم داستان این سه زن را در دورانی توصیف می‌کند که در پی جنگ جهانی دوم، فضایی دلمرده بر هلند حاکم بود و این سه زن از چنین فضایی می‌گریزند تا با مهاجرت به زلاندنو زندگی تازه‌ای برای خود درست کنند.
شخصیت‌های اصلی فیلم، سه زن به نام‌های آدا، مارجورین و استر هستند که پس از پرواز تاریخی‌شان به زلاندنو و رویدادهای پس از آن، در نهایت پس از پنجاه سال از نو به هم می‌پیوندند.
این فیلم بر پایه داستان پرفروشی به همین نام (هلندی: Bruidsvlucht) نوشته ماریک فان در پول (Marieke van der Pol) ساخته شده است. این نویسنده، فیلمنامه فیلم را نیز نوشته است.

## هزینه‌های ساخت فیلم
«پرواز عروس» به نوشته وب‌گاه زلاندنویی "فلیکس" پرخرج‌ترین فیلم سینمایی هلندی است.